# Cassagne
Cassagne település Franciaországban, Haute-Garonne megyében. Lakosainak száma 644 fő (2022. január 1.). Cassagne Betchat, Belbèze-en-Comminges, Marsoulas, Mazères-sur-Salat, Roquefort-sur-Garonne, Salies-du-Salat és Escoulis községekkel határos.

## Népesség
A település népességének változása:
| Lakosok száma | 647  | 594  | 618  | 627  | 636  | 630  | 634  | 644  | 645  | 644  |
|               | 1968 | 1982 | 1990 | 2006 | 2013 | 2015 | 2017 | 2019 | 2020 | 2022 |